# Тиморська плита

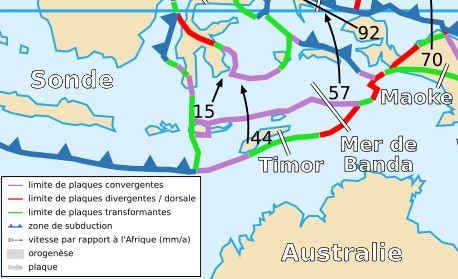
Мапа розташування Тиморської плити

Тиморська плита — мікроплита у Південно-Східній Азії, є підмурівком острова Тимор та прилеглих островів. Має площу 0,0087 стерадіан. Зазвичай асоціюється з Євразійською плитою. 
Індо-Австралійська плита субдуцирує під південний край плити, в той час як невелика дивергентна границя розташована на східній межі. Ще одна конвергентна границя існує на межі з плитою моря Банда на півночі і на заході є трансформаційний розлом.